# Trizogeniates foveicollis
Trizogeniates foveicollis is een keversoort uit de familie bladsprietkevers (Scarabaeidae). De wetenschappelijke naam van de soort werd voor het eerst geldig gepubliceerd in 1922 door Ohaus.